# Kabinett Starck
Das Kabinett Starck bildete vom 18. Mai 1876 bis 28. Mai 1884 die von Großherzog Ludwig III. und seinem Nachfolger Ludwig IV. berufene Landesregierung des Großherzogtums Hessen. Die Neubildung der Regierung wurde durch den Weggang des bisherigen Präsidenten des Gesamtministeriums Karl Hofmann auf die Reichsebene notwendig. 
Durch eine Verordnung vom 12. März 1879 wurde das bisherige Gesamtministerium als Staatsministerium neu organisiert. Dabei wurden das Innen- und das Justizministerium wieder zu einem gemeinsamen Ministerium zusammengeschlossen. 
| Amt | Name                                         |
| --- | -------------------------------------------- |
| Präsident des Gesamtministeriums, 18. Mai 1876 – 1. April 1879/ Staatsminister, ab 1. April 1879 Äußeres und Großherzogliches Haus Inneres, ab 1. April 1879 Inneres und Justiz | Julius Rinck von Starck                      |
| Justiz, ab 1. April 1879 beim Innenministerium | Georg Kempf, 18. Mai 1876 – 23. Oktober 1878 |
| Finanzen | Heinrich August Schleiermacher               |